# Sint-Dymphna FC Zammel
Sint-Dymphna FC Zammel is een Belgische voetbalclub uit Zammel, Geel. De club is aangesloten bij de KBVB met stamnummer 5815 en heeft groen en wit als clubkleuren. De club speelt al heel zijn bestaan in de provinciale reeksen.

## Geschiedenis
De club werd opgericht eind 1954; begin 1955 sloot men officieel aan bij de Belgische Voetbalbond. De club bleef heel zijn bestaan in de lagere provinciale reeksen spelen. Het beste resultaat was een promotie naar Tweede Provinciale in 1999/2000. Het verblijf in Tweede duurde echter maar één seizoen. In het seizoen 2008/2009 promoveerde FC Zammel naar de Derde Provinciale Antwerpen.